# فدراسیون بسکتبال ولز
فدراسیون بسکتبال ولز (ویلزی: Pêl-fasged Cymru) نهاد اداره کننده ورزش بسکتبال در کشور ولز است. این فدراسیون که در سال ۱۹۵۲ تاسیس شده مقر آن در شهر کاردیف قرار دارد.